# Фредді Фокс
Фредді Фокс (англ. Freddie Fox; нар. 4 травня 1989, Лондон, Велика Британія) — англійський актор, відомий виконанням головної ролі в міні-серіалі «Таємниця Едвіна Друда», зображенням Людовика XIII у романтичній пригодницькій стрічці «Мушкетери».

## Біографія
Фредді Фокс народився в Лондоні, Велика Британія і походить з акторської родини. Його батьки — актори Едвард Фокс та Джоанна Девід, як і сестра Емілія Фокс, двоюрідний брат Лоуренс Фокс, Джек Фокс, двоюрідна сестра Лідія, дядько Джеймс Фокс.
У 1992—2002 Фокс навчався в підготовчій школі для хлопчиків Arnold House School, а потім в Брайстоні. Протягом навчання в них він був старшим учнем. Фредді закінчив Ґілдхолську школу музики та театру в 2010.

## Особисте життя
До вересня 2013 протягом двох років мав романтичні стосунки з англійською акторкою Тамзін Мерчант.

## Кар'єра
У 2009 Фокс з'являється в одному епізоді британського серіалу «Міс Марпл Агати Крісті». У тому ж році він дебютує як кіноактор у комедії «Однокласниці 2: Легенда про золото Фріттона». У 2011 він знявся в міні-серіалі «Межа тіні» та фільмі «Мушкетери», в якому він втілив короля Людовика XIII.
У 2012 Фредді зіграв головного персонажа в міні-серіалі «Таємниця Едвіна Друда». Наступного року він зобразив на екрані одного із підкорювачів Джомолунгми в документальній стрічці «Слова Евересту». У 2014 актор виконав роль члена об'єднання «Лесбійки та геї в підтримку шахтарям» у драмі «Гордість». У 2015 Фокс грав Фредді Бакстера в драматичних серіалах про кохання без меж «Банан» і про життя геїв у Манчестері «Огірок».
У 2015 вийшла в прокат стрічка «Віктор Франкенштейн», у ній актор виконав роль Фіннегана. Наступною роботою Фредді була в пригодницькому фільмі «Король Артур: Легенда меча» від режисера Гая Річі.

## Фільмографія
| Рік  |    | Українська назва                            | Оригінальна назва                            | Роль                |
| ---- | -- | ------------------------------------------- | -------------------------------------------- | ------------------- |
| 2009 | с  | Міс Марпл Агати Крісті                      | Agatha Christie's Marple                     | Том                 |
| 2009 | ф  | Однокласниці 2: Легенда про золото Фріттона | St Trinian's 2: The Legend of Fritton's Gold | старший учень       |
| 2010 | тф | Хвилюючись за Боя                           | Worried About the Boy                        | Мерлін              |
| 2010 | с  | Серце будь'якої людини                      | Any Human Heart                              | юний Пітер Скабіус  |
| 2010 | с  | Цього вересня                               | This September                               | Гай Веллз           |
| 2011 | с  | Межа тіні                                   | The Shadow Line                              | Раталлак            |
| 2011 | ф  | Мушкетери                                   | The Three Musketeers                         | король Людовик XIII |
| 2012 | с  | Таємниця Едвіна Друда                       | The Mystery of Edwin Drood                   | Едвін Друд          |
| 2012 | с  | Льюїс                                       | Lewis                                        | Себастіан Дромгул   |
| 2012 | с  | Кінець параду                               | Parade's End                                 | Едвард Ванноп       |
| 2013 | ф  | Слова Евересту                              | Words of Everest                             | Сенді Ірвін         |
| 2014 | ф  | Гордість                                    | Pride                                        | Джефф Коул          |
| 2014 | ф  | Клуб бунтівників                            | The Riot Club                                | Джеймс              |
| 2014 | кф | Стоп-кадр                                   | Freeze-Frame                                 | Джек                |
| 2015 | с  | Банан                                       | Banana                                       | Фредді Бакстер      |
| 2015 | с  | Огірок                                      | Cucumber                                     | Фредді Бакстер      |
| 2015 | ф  | Віктор Франкенштейн                         | Victor Frankenstein                          | Фіннеган            |
| 2016 | кф |                                             | The Northleach Horror                        |                     |
| 2017 | ф  | Король Артур: Легенда меча                  | King Arthur: Legend of the Sword             | Рубіо               |
| 2017 | ф  |                                             | Black 47                                     | Поуп                |
| 2018 | с  | Небезпечні мандри                           | Watership Down                               | капітан Голлі       |
| 2019 | ф  |                                             | Fanny Lye Deliver'd                          | Томас Ашбері        |
| 2020 | ф  | Місіс Гарріс їде у Париж                    | Mrs. Harris Goes to Paris                    | офіцер RAF          |
| 2024 | ф  | Міністерство неджентльменської війни        | The Ministry of Ungentlemanly Warfare        | Ян Флемінг          |